# Renaud Cohade
Pour les articles homonymes, voir Cohade.
Renaud Cohade est un ancien joueur de football français né le 29 septembre 1984 à Aubenas qui évolué au poste de milieu de terrain. Depuis 2020 il est retraité des terrains.

## Parcours

### Débuts professionnels
Formé à l'Olympique lyonnais, Renaud Cohade dispute avec le Nîmes Olympique son premier match professionnel à l'âge de 18 ans le 9 avril 2002 contre Strasbourg. À l'issue de cette saison, le club gardois est relégué en National où Cohade dispute deux saisons pleines, attirant finalement l'œil des Girondins de Bordeaux qui le recrutent à l'inter-saison 2004. 

### Girondins de Bordeaux
Pour sa première saison au plus haut niveau national, Cohade dispute 22 matches dont 10 comme titulaire. À l'orée de la saison 2005-2006, Ricardo prend en main l'équipe bordelaise ce qui provoque de nombreux changements dans l'effectif. Ne figurant pas parmi les premiers choix de l'entraîneur brésilien, Cohade est prêté au FC Sète évoluant alors en Ligue 2. À Sète, Cohade ne dispute que 14 matches au sein d'une équipe à la dérive qui termine dernière de L2 à 19 points du premier non relégable. 

### RC Strasbourg
À l'été 2006, il est à la recherche d'un club et effectue un certain nombre d'essais dont un avec l'ASSE avec laquelle il joue un match amical. Non conservé, il finit par signer le 8 août 2006 au Racing Club de Strasbourg qui cherche un milieu défensif à la suite de la grave blessure de Leyti N'Diaye. Très rapidement, il s'affirme comme un titulaire indiscutable au sein du onze de Jean-Pierre Papin. Tireur de pénalty attitré, il en inscrit 6 (8 buts au total) et participe ainsi grandement à la remontée immédiate du Racing en Ligue 1 à l'issue de la saison 2006-2007. Il continue sur sa lancée avec le Racing à l'échelon supérieur en 2007-2008 avant d'être stoppé par une pubalgie en février 2008. En son absence, l'équipe de Jean-Marc Furlan subit une série de 11 défaites consécutives qui se conclut par une relégation en Ligue 2. 
Revenu sur les terrains en septembre 2008, il regagne immédiatement sa place de titulaire à Strasbourg. Quelques mois plus tard le duo qu'il forme avec Guillaume Lacour permet au Racing Club de Strasbourg de rêver d'élite. Lors de l'avant dernière journée Cohade marque un doublé dont un but exceptionnel qui reste dans les mémoires de ses fervents supporters. Lors de la dernière journée il rate son penalty face à Montpellier et c'est la montée en Ligue 1 qui n'est plus validée.

### Valenciennes
Le 18 juin 2009, il signe au Valenciennes FC où il porte le numéro 26. Il devient vite un élément incontournable du 4-3-3 de Philippe Montanier. Il marque son premier but avec le VAFC lors du match Valenciennes - Lyon (2-2).

### AS Saint Étienne
Libre de tout contrat à la fin de la saison 2011-2012, il signe à l'AS Saint-Étienne pour trois ans le 19 juin 2012 et porte le numéro 10. Lors de la première journée, il entre en jeu en seconde période, le temps de combiner dans un une-deux à l'entrée de la surface avec un autre néo-stéphanois, Romain Hamouma, et de lui offrir une première passe décisive sous le maillot vert lors de la défaite 1 à 2 face au LOSC au Stade Geoffroy-Guichard. Renaud récidive dès la 3e journée en délivrant une passe en profondeur lobée magistrale pour Pierre-Emerick Aubameyang pour le 4e but stéphanois d'une victoire 4 à 0 contre le Stade brestois.
Le 20 avril 2013, il est titulaire contre le Stade rennais en finale de Coupe de la ligue. Impliqué dans la construction de l'unique but de la partie, marqué par son coéquipier Brandão, et auteur d'un excellent match, il participe grandement au succès des Verts.
Renaud Cohade se souviendra également de son but libérateur du 3-0 lors d'une victoire sans appel de l'AS Saint-Étienne lors du derby à domicile de la saison 2014-2015. Une victoire des verts mettant fin à 20 années de disette à Geoffroy Guichard. Sa saison prend fin lors des quarts de finale de la Coupe de la Ligue, où à la suite d'un choc avec Thiago Motta, il se rompt les ligaments croisés. Il fait son retour sur les terrains le 31 octobre 2015, entrant en jeu face au stade de Reims au cours de la 12e journée de championnat.

### FC Metz
Malgré une saison de contrat restante avec les verts , il signe un contrat de 3 ans le 7 juillet 2016 avec le FC Metz, tout juste promu en Ligue 1. Il signe son seul but de la saison d'une superbe frappe enroulée face à Lille dans une victoire (2-0) qui scellera le maintien du FC Metz en Ligue 1. D'une extrême régularité, il dispute l'ensemble des matchs de championnat avec son équipe lors des saisons 2017-2018 et 2018-2019. Il remporte le trophée de Champion de Ligue 2 avec le FC Metz à l'issue de la saison 2018-2019. Il quitte le club en juin 2020 après 4 années passées en Lorraine.

## Statistiques
| Saison                | Club                  | Championnat           | Championnat | Championnat | Coupe nationale | Coupe nationale | Coupe de la Ligue | Coupe de la Ligue | Compétition(s) continentale(s) | Compétition(s) continentale(s) | Compétition(s) continentale(s) | Total | Total |
| Saison                | Club                  | Division              | M.          | B.          | M.              | B.              | M.                | B.                | Comp.                          | M.                             | B.                             | M.    | B.    |
| 2001-2002             | Nîmes Olympique       | Ligue 2               | 4           | 0           | -               | -               | -                 | -                 | -                              | -                              | -                              | 4     | 0     |
| 2002-2003             | Nîmes Olympique       | National              | 36          | 2           | 1               | 0               | 3                 | 0                 | -                              | -                              | -                              | 40    | 2     |
| 2003-2004             | Nîmes Olympique       | National              | 36          | 2           | -               | -               | 2                 | 0                 | -                              | -                              | -                              | 38    | 2     |
| Sous-total            | Sous-total            | Sous-total            | 76          | 4           | 1               | 0               | 5                 | 0                 | -                              | -                              | -                              | 82    | 4     |
| 2004-2005             | Girondins de Bordeaux | Ligue 1               | 23          | 0           | 1               | 0               | 1                 | 1                 | -                              | -                              | -                              | 25    | 1     |
| Sous-total            | Sous-total            | Sous-total            | 23          | 0           | 1               | 0               | 1                 | 1                 | -                              | -                              | -                              | 25    | 1     |
| 2005-2006             | FC Sète (prêt)        | Ligue 2               | 13          | 0           | 1               | 0               | 1                 | 0                 | -                              | -                              | -                              | 15    | 0     |
| Sous-total            | Sous-total            | Sous-total            | 13          | 0           | 1               | 0               | 1                 | 0                 | -                              | -                              | -                              | 15    | 0     |
| 2006-2007             | RC Strasbourg         | Ligue 2               | 35          | 8           | 2               | 1               | 2                 | 0                 | -                              | -                              | -                              | 39    | 9     |
| 2007-2008             | RC Strasbourg         | Ligue 1               | 26          | 3           | 1               | 0               | -                 | -                 | -                              | -                              | -                              | 27    | 3     |
| 2008-2009             | RC Strasbourg         | Ligue 2               | 29          | 6           | 2               | 0               | 1                 | 0                 | -                              | -                              | -                              | 32    | 6     |
| Sous-total            | Sous-total            | Sous-total            | 90          | 17          | 5               | 1               | 3                 | 0                 | -                              | -                              | -                              | 98    | 18    |
| 2009-2010             | Valenciennes FC       | Ligue 1               | 32          | 1           | 1               | 0               | -                 | -                 | -                              | -                              | -                              | 33    | 1     |
| 2010-2011             | Valenciennes FC       | Ligue 1               | 31          | 0           | -               | -               | 1                 | 1                 | -                              | -                              | -                              | 32    | 1     |
| 2011-2012             | Valenciennes FC       | Ligue 1               | 35          | 7           | 4               | 0               | 1                 | 0                 | -                              | -                              | -                              | 40    | 7     |
| Sous-total            | Sous-total            | Sous-total            | 98          | 8           | 5               | 0               | 1                 | 0                 | -                              | -                              | -                              | 104   | 8     |
| 2012-2013             | AS Saint-Étienne      | Ligue 1               | 38          | 4           | 4               | 0               | 5                 | 0                 | -                              | -                              | -                              | 47    | 4     |
| 2013-2014             | AS Saint-Étienne      | Ligue 1               | 33          | 1           | 1               | -               | 1                 | -                 | C3                             | 4                              | 1                              | 39    | 2     |
| 2014-2015             | AS Saint-Étienne      | Ligue 1               | 17          | 1           | 1               | 0               | 2                 | 0                 | C3                             | 7                              | 0                              | 27    | 1     |
| 2015-2016             | AS Saint-Étienne      | Ligue 1               | 19          | 0           | 1               | 0               | 2                 | 0                 | C3                             | 3                              | 0                              | 25    | 0     |
| Sous-total            | Sous-total            | Sous-total            | 88          | 6           | 6               | 0               | 8                 | 0                 | -                              | 11                             | 1                              | 113   | 7     |
| 2016-2017             | FC Metz               | Ligue 1               | 33          | 1           | 0               | 0               | 3                 | 0                 | -                              | -                              | -                              | 36    | 1     |
| 2017-2018             | FC Metz               | Ligue 1               | 38          | 1           | 2               | 0               | 1                 | 0                 | -                              | -                              | -                              | 41    | 1     |
| 2018-2019             | FC Metz               | Ligue 2               | 38          | 0           | 2               | 1               | 1                 | 0                 | -                              | -                              | -                              | 41    | 1     |
| 2019-2020             | FC Metz               | Ligue 1               | 4           | 1           | -               | -               | 1                 | 0                 | -                              | -                              | -                              | 5     | 1     |
| Sous-total            | Sous-total            | Sous-total            | 102         | 2           | 4               | 1               | 5                 | 0                 | -                              | -                              | -                              | 111   | 3     |
| Total sur la carrière | Total sur la carrière | Total sur la carrière | 490         | 37          | 23              | 2               | 24                | 1                 | -                              | 11                             | 1                              | 548   | 41    |

## Palmarès et récompenses
- Vainqueur de la Coupe de la Ligue 2012-2013 avec l'AS Saint-Étienne[8] ;
- En février 2019, il remporte le trophée UNFP du joueur du mois de Ligue 2[9].
- Champion de Ligue 2 2018-2019 avec le FC Metz.